# Средняя Орья
Средняя Орья (мар. Кыдал Оръю) — деревня в Новоторъяльском районе Республики Марий Эл. Входит в состав Масканурского сельского поселения.

## География
Находится в северо-восточной части республики Марий Эл на расстоянии приблизительно 11 км по прямой на север от районного центра посёлка Новый Торъял.

## История
Известна с 1870 года. В 1884 году Средняя Орья и выселки Чендемеренки входили в Масканурский район Толманской волости Уржумского уезда Вятской губернии, было 24 дома, 120 жителей, все по национальности мари. В 1905 году в Орье Средней (Топкай) числилось 11 дворов, 45 жителей. В 1970 году в Средней Орье проживали 98 человек. В 1999 году здесь насчитывалось 17 дворов, проживал 61 человек, население — мари. В советское время работали колхозы «Памаш ял», имени Ленина и совхоз «Заречный».

## Население
Население составляло 60 человек (мари 100 %) в 2002 году, 55 в 2010.